# 侗族美术

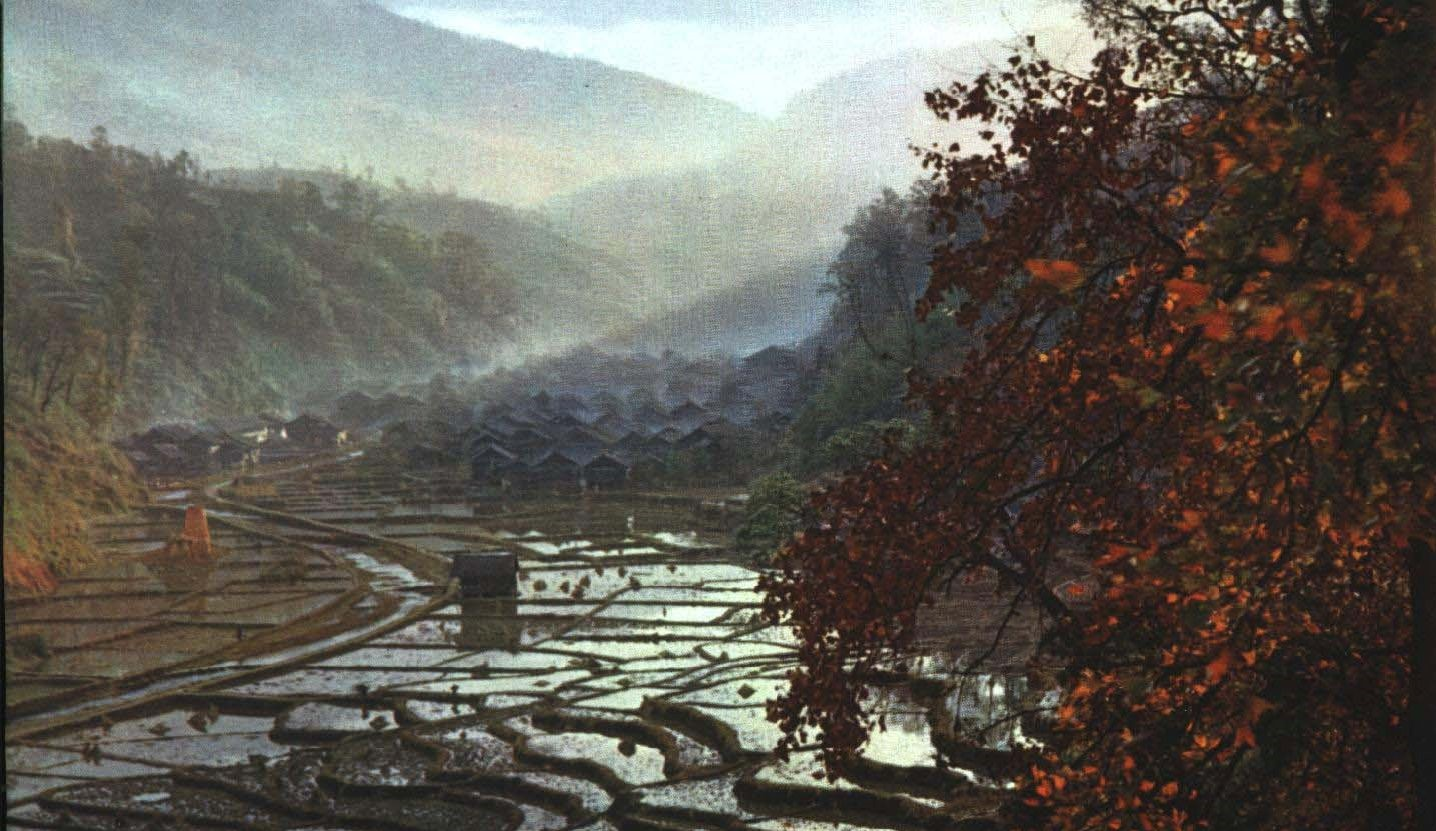
1964年的侗族山寨

侗族聚居在湘黔桂毗连地区相鄂西南一带，是由百越民族中的骆越支系发展而来，2000年时人口总数为296万人。宋代史书称之为“仡伶”或“伶”，明清两代称之为“峒蛮”、“峒苗”、“峒人”、“洞家”。中华人民共和国成立后改为现名。其民族语为侗语，属侗水语支。侗族社会的内部组织以“侗教制”来制约人民与组织部落之间的军事联盟。
侗族美术有着悠久历史，唐代时手工业就已打下基础。清代，“洞锦”、“洞布”已闻名中国。天柱、锦屏出产的“洞帕”亦很精致，图案纹样已形成自己独特的民族风格。鼓楼、风雨桥、凉亭以及整个侗寨建筑，都具有高度的建筑艺术美，在建筑设计、建筑造型、建筑工艺，还是就建筑布局、建筑装饰已趋于成熟。

## 建筑

### 鼓楼
鼓楼是侗族代表性建筑，其源流无史可考，据方志记载，侗族地区于明代已建有鼓楼。《沅州厅志·艺文志》中说：“邑治旧有鼓楼，创自弘治(1488—1505)年间，规模宏壮，巍然为一、现岁久倾颓……。”《玉屏县志》记载：“南明楼，即鼓楼，明永乐年间建。”“其始基以坚础，竖以巨住，其与栋棉题萨之类，凡累三层。”清代雍正年间金洪撰《广西通志》称：“顺人，以巨木埋地作楼，高数丈，歌者夜则缘宿其上。”可见在明代初期鼓楼已经发端。
在众多的鼓楼中，为数较多的是一种密檐式的塔形楼。巍然庄重的塔身正是杉树的身影，层层密幅和高出的楼顶正是杉树的层枝树冠。它的平面为偶数形，即正方形，六边形，八边形等；而檐层为奇数，即有三重檐，五重檐，九重檐以上等。其高出的楼顶直插云霄，是全寨建筑物的至高点。这种带有象征性的建筑从底部直至顶端，外观给人以强烈的升腾感。檐上往往还会有各种飞禽走兽图案，色彩绚丽。
鼓楼的款式是多种多样的，有的还带有“干栏”的造型，与吊脚楼类似，利用了土堆高低差。平等乡龙坪寨鼓楼就是这种类型的鼓楼。此楼五层重檐，第一层楼檐下分两部分，下半部有大小16根校脚立于圆鼓形的基石之上，行人可以在柱间来往；其上半部以大杉木作枕梁，铺以楼板，设长凳倚栏，供人坐愁；楼顶为3节葫芦状直入蓝天。

### 桥梁
在侗族聚居区，有河山必有桥。除少量的石拱桥、石板桥、独木桥之外，大多为木结构楼阁式的桥梁。湖南仅《企江县志》中记载的就有150座。由于它使得过往行人风雨无阻，故被称作“风雨桥”；又因为它雕梁画栋，廊、亭并峙，被称为“花桥”。还有的是由于它的传说与青龙有关，因此又被称作“回龙桥”、“青龙桥”等等。

### 凉亭
侗乡凉亭，其建筑结构虽然简朴，但数量多作用大，一般每隔三五里一座。凉亭多用杉木建成，其亭顶的变化最富特色。简单的人字披顶上往往再加一层四角飞据的小亭顶，小亭顶插以菇芦状尖顶。

### 村寨
侗族的村寨建筑主要由干栏住宅、鼓楼、凉亭、风雨桥、寺庙等建筑单体组成。村寨中大部分的住宅仍保留了百越民族干栏式建筑的特色。干栏楼房为木质结构，多是3间相连，两端有偏厦，盖青瓦，呈四面流水。有的住房紧密相连，楼上常常各家相通，可以“走遍全寨不下楼”。沿江和陡坡陡坎村寨中一般利用地形，檐柱吊“金瓜”，房窗安有花格或雕镂龙凤。

## 绘画
在侗族的民间艺人中，画工占有一定的比例。绘画艺术主要运用于建筑物上，从而使建筑物更具深刻的民族文化内涵，使形式与内容得到更加完美的结合与统一。
彩绘基于其绘画的形式与方法，人们通常称之为“彩壁画”或“古彩画”。这些画往往色调对比异常强烈，色彩的运用极为丰富，因而色彩的层次尤为分明，色彩的效果也就比较特殊。尽管如此，它还是与中原传统绘画有相似之处。
山水画也是侗族艺术的重要组成部分。侗乡鼓楼的《明山叠翠景色美》，是侗族大山水画中的杰作。它即有“青绿巧整”的特点，也有“水墨苍劲”的风格，更带有“红绿相间”的世俗味。画面上明山重峦叠峰，绵巨千里；江湖大泽，烟波浩渺。其间侗寨便坐落在这仍山傍水的地方，船舶、鼓楼、干栏楼房，错落有致；古松翠柏及各种各样的树木花草，疏密相间，富有量趣。全图构思填密，设色淡雅。既显出江山无尽的气概，又突出了侗寨的秀美恬静。
在风雨桥长廊两壁上端，也往往绘有神话故事，供行人观赏。这些彩绘有时还与塑饰雕饰结合在一起，以加强装饰效果，形成集绘、塑、雕于一体的艺术整体，严谨而又和谐。

## 雕刻
侗族的雕刻有木雕，也有石雕与角雕。
木雕多用于柱头、窗棂与栏杆之上。如在风雨桥的桥循瓦梁的末端，注住除了塑有檐铃、丹凤朝阳、鲤鱼跳滩、坐狮含宝形状外，还在长廊两壁上端，用木板雕刻各种历史人物，或绘制神话故事彩画，供人们欣赏。又如在干拦住宅中，常常在楼的前搪附以木格门窗，龙头穿柱，窗上安有花格或雕搂龙风、花鸟等。
石雕多用于水井、坟墓、碑褐、石坊之上。如湖南茫江侗族自治县的天后宫，建于清朝乾隆十三年(1748)。石坊高11米，宽6．3米，用大青石垒砌而成，呈门楼形。在门洞的上方及左右均有浮雕，共50幅。或一幅为一个典故，或数幅为一个故事。其中“八仙过海”，一仙一幅，共8幅。龙、鱼、风、狮、花、草、村、竹、人、仙、鬼、神等无不形象生动，至今清晰可辨。
角雕用于烟盒、角斛。图案不规则，多用作礼品。

## 工艺美术

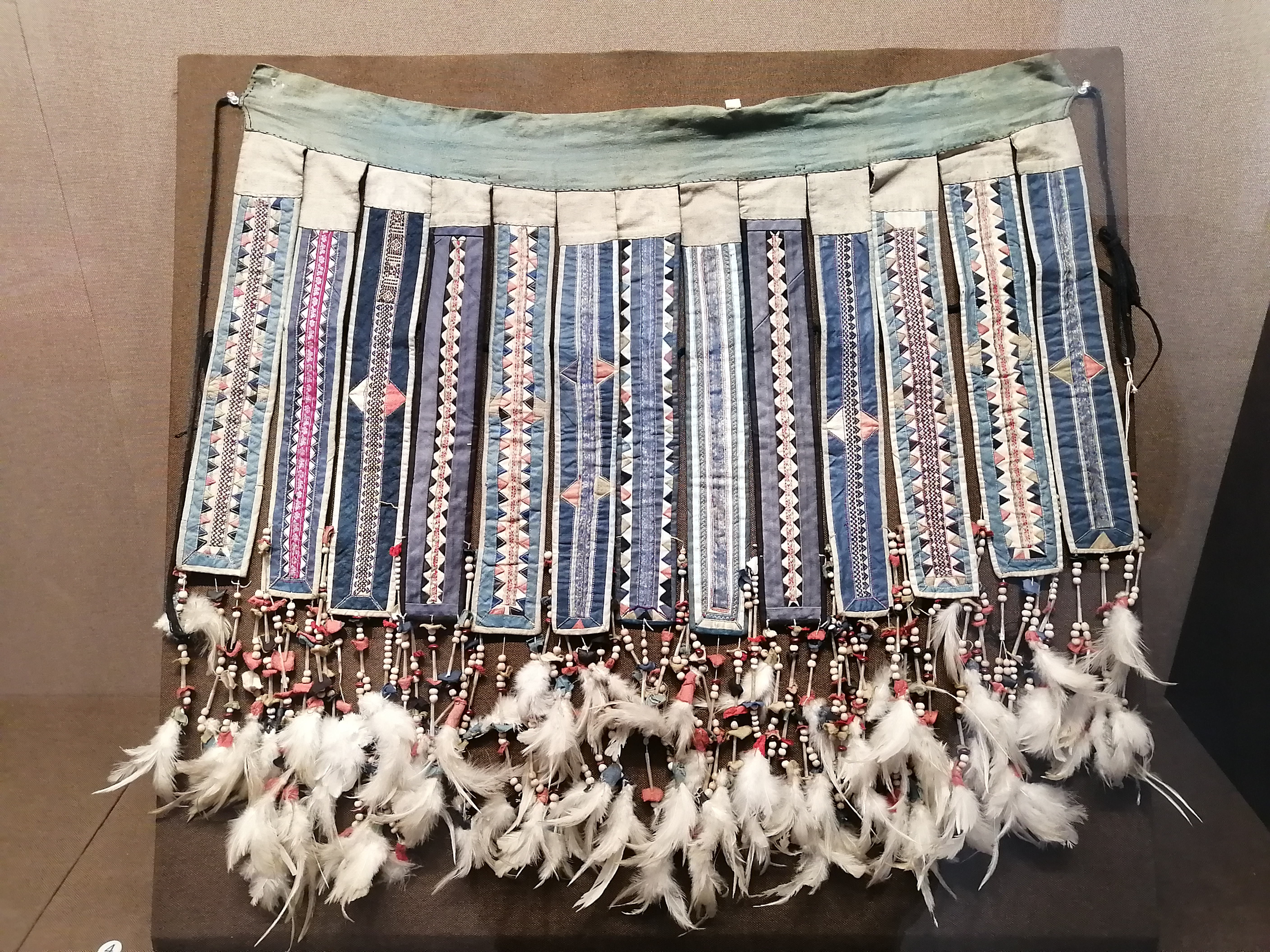
广西壮族自治区柳州市三江侗族自治县侗族的织锦花带鸡毛裙，民族文化宫藏

侗族剪纸主要用作背扇花、卡胸花、鞋花、童帽花等的刺绣底样。纹样以写实纹样为主，动物纹样有龙凤、鸳鸯、蝴蝶，植物纹样有七新花、缠枝等。金钱纹、回纹等又是主要的几何纹样。剪纸中常常是动物为中心，围以植物纹；或中间饰以主纹，四角四组纹饰，两两相对。
侗族妇女擅长挑绣。女孩自7岁开始，便针不离手地学习剪花绣朵。侗族荷包流行于广西三江，为妇女腰间饰物，形似葫芦，长12厘米，下宽8厘米。以粉绿色做底纹，上绣植物或动物纹样，色彩鲜艳。葫芦边缘配红蓝两色花边，两侧悬红绿吊穗。